# Кайко
Кайко (порт. Caicó) — муниципалитет в Бразилии, входит в штат Риу-Гранди-ду-Норти. Составная часть мезорегиона Центр штата Риу-Гранди-ду-Норти. Входит в экономико-статистический микрорегион Серидо-Осидентал. Население составляет 60 674 человека на 2007 год. Занимает площадь 1228,574 км². Плотность населения — 49,4 чел./км².

## История
Город основан в 1788 году.

## Статистика
- Валовой внутренний продукт на 2005 год составляет 243 111 000,00 реалов (данные: Бразильский институт географии и статистики).
- Валовой внутренний продукт на душу населения на 2005 год составляет 4006,83 реалов (данные: Бразильский институт географии и статистики).
- Индекс развития человеческого потенциала на 2000 год составляет 0,756 (данные: Программа развития ООН).

## Спорт
В городе базируется футбольный клуб «Коринтианс».